# یواس‌اس تنگ (اس‌اس-۵۶۳)
یواس‌اس تنگ (اس‌اس-۵۶۳) (به انگلیسی: USS Tang (SS-563)) یک زیردریایی بود که طول آن ۲۶۹ فوت (۸۲ متر) بود. این زیردریایی در سال ۱۹۵۱ ساخته شد.